# Escolión
Escolión (del griego skolion pl. skolia), también (scolion pl. scolia), es un tipo de poema lírico corto, generalmente de una sola estrofa, que se cantaba en los banquetes en la antigua Grecia. Principalmente ensalzaban las virtudes de los dioses y los héroes, normalmente los escoliones se improvisaban para la ocasión adecuada y eran acompañados con la lira, e iban pasando el turno de un cantante a otro cantante variando cada vez la versión original. Se cambiaban los versos principales variándolos de diversas formas, haciendo juegos de palabras, introduciendo adivinanzas o modificando de cualquier otra forma ingeniosa la versión previa.
Los escoliones son a menudo denominados "canciones de banquete", "canciones de reunión" o "canciones de bebida". El término también se refiere a la poesía compuesta de esta forma. En un uso posterior, la fórmula es usada en una manera más elegante por la poesía para coros en alabanza de los dioses o héroes.
Se cree que el inventor de esta forma poética fue Terpandro, aunque no es seguro. Quizá él los haya adaptado para ser acompañados musicalmente. Que importantes poetas como Alceo, Anacreonte, Praxilla, Simónides, Safo y Píndaro demuestra la estima que tenían los griegos por este género, que "los dioses del Olimpo cantaban en sus banquetes".
El escolión de Seikilos, datado entre el 200 a. C. y el 100 a. C., encontrado con su música original escrita en la forma de notación de la Grecia antigua es la obra musical completa conocida más antigua de la antigua Grecia.